# Hiparioninis
Els hiparioninis (Hipparionini) són una tribu extinta de mamífers perissodàctils de la família dels èquids i la subfamília dels equins que tingueren una amplíssima distribució des del Miocè inferior fins al Plistocè mitjà, fa entre 300.000 i 16,3 milions d'anys. Aparegueren a Nord-amèrica i des d'allí passaren a Euràsia durant el Miocè via Beríngia. A Europa, aquesta migració representa el començament del Vallesià. Se n'han trobat restes fòssils a Espanya (incloent-hi Catalunya), els Estats Units, Etiòpia, l'Índia, Kenya, Mèxic, Sud-àfrica i Tanzània. Eren hipsodonts i estaven dotats de tres dits a cada pota.